# Robert G. Chambers
Pour les articles homonymes, voir Robert Chambers (homonymie) et Chambers.
Robert G. (Bob) Chambers (1924 - 17 décembre 2016) est un physicien britannique.

## Biographie
Il remporte la médaille Hughes 1994 de la Royal Society "pour ses nombreuses contributions à la physique du solide, en particulier son expérience ingénieuse et techniquement exigeante  qui a vérifié l'effet Aharonov-Bohm concernant le comportement des particules chargées dans les champs magnétiques" .